# Llengües edoid sud-occidentals
Les llengües edoid sud-occidentals formen part del grup lingüístic de les llengües edoid, que són llengües Benué-Congo, de la gran família de les llengües nigerocongoleses. Les llengües edoid del sud-oest són l'eruwa, l'isoko, l'okpe, l'urhobo i l'uvbie, que es parlen a l'estat del Delta, al sud de Nigèria.